# Ugress
Ugress ist ein Elektroprojekt aus Bergen (Norwegen). Die treibende Kraft hinter dem Projekt ist Gisle Martens Meyer.
Ugress veröffentlichte fünf Alben. Das erste, Resound (2002), war ein großer Erfolg und kletterte auf Platz zwei der offiziellen norwegischen Charts. Das zweite Album Cinematronics erschien zwei Jahre später, gewann aber nicht den Zuspruch des Vorgängers. Unicorn, das dritte Album wurde am 28. Januar 2008 veröffentlicht. Am 15. Juni 2009 folgte das vierte Studioalbum Reminiscience. Im Juli 2010 erschien die Compilation "Collectronics", die neben einem bislang unveröffentlichten Song ("Nightswimming") früher veröffentlichte EP- und Single-Nummern vereint. Das Album ist allerdings nur im Download erhältlich.
Ugress ist das norwegische Wort für Unkraut.
Die Musik von Ugress kann mit der von Künstler wie Parov Stelar, Crystal Method, Chemical Brothers oder den Propellerheads verglichen werden. Häufig werden Ähnlichkeiten mit Röyksopp unterstellt, allerdings wird die Musik von Ugress als ein „schmutzigerer“ Stil beschrieben. Ugress ist außerdem dafür bekannt eine Vielzahl kurzer Tonsequenzen verschiedener Künstler und Fernsehsendungen in ihren Titeln zu verarbeiten. Häufig wird fälschlicherweise angenommen, Ugress sei das einzige Projekt von Gisle Martens Meyer. Tatsächlich handelt es sich hierbei um lediglich eines von derzeit fünf Projekten die unter dem Label Uncanny Records erschienen sind.

## Diskografie
- 2000: E-Pipe (Demo-LP)
- 2001: Ugress (Promo-CD)
- 2002: Loungemeister (12" LP)
- 2002: Resound (Album-CD und -LP)
- 2003: La Passion De Jeanne D'Arc (Stummfilm-Soundtrack)
- 2004: Cinematronics (Album-CD, -LP und -MC)
- 2005: Cowboy Desperado (Compilation)
- 2006: Sophisticated Wickedness EP (Digital-LP)
- 2006: Film Music (Limited Edition CD)
- 2006: Retroconnaissance EP (Digital-LP)
- 2006: Kosmonaut EP (Digital-LP)
- 2007: Chromosome Corrupt EP (Digital-LP)
- 2008: Unicorn (Album-CD)
- 2009: Reminiscience (Album-CD)
- 2010: Collectronics
- 2011: Pushwagner
- 2016: It Came from Beyond Eternal September
- 2019: Ghoststorm
- 2021: Scavenger Royale
- 2023: Boulevard of Broken Dystopias